# Хепрія
Хепрія (рум. Hăpria) — село у повіті Алба в Румунії. Входить до складу комуни Чугуд.
Село розташоване на відстані 263 км на північний захід від Бухареста, 6 км на схід від Алба-Юлії, 77 км на південь від Клуж-Напоки.

## Населення
За даними перепису населення 2002 року у селі проживали 486 осіб.
Національний склад населення села:
| Національність | Кількість осіб | Відсоток |
| -------------- | -------------- | -------- |
| румуни         | 480            | 98,8%    |
| українці       | 5              | 1,0%     |

Рідною мовою назвали:
| Мова       | Кількість осіб | Відсоток |
| ---------- | -------------- | -------- |
| румунська  | 480            | 98,8%    |
| українська | 5              | 1,0%     |

## Персоналії
- Колотило Михайло — провідник Буковинського обласного проводу ОУН, православний священник. Служив на місцевій парафії.